# Through the Barricades (canción)
«Through the Barricades» es una canción del grupo británico Spandau Ballet, contenida en el álbum del mismo título y publicada en 1986.

## Descripción
Editada como sencillo, entró en las listas de venta británicas el 8 de noviembre de 1986. Fue el último de los sencillos de la banda que se situó entre los 10 más vendidos en el Reino Unido, alcanzando la posición sexta.
La canción, en forma de balada acústica, ha sido descrita por Allmusic como la mejor del álbum con mucha diferencia.
La historia, inspirada en la muerte a manos de la policía de Belfast, del joven católico Thomas Riley, amigo personal de los miembros del grupo, recrea la difícil relación sentimental entre un católico y una protestante en pleno conflicto de Irlanda del Norte.

## Músicos
Spandau Ballet
- Tony Hadley: voz principal y coros
- Gary Kemp: guitarras
- Martin Kemp: bajo
- Steve Norman: saxofones
- John Keeble: batería

Músicos adicionales
- Toby Chapman: sintetizadores
- Ruby James: coros
- Shirley Lewis: coros
- Helena Springs: coros